# La Famille Gohin
La Famille Gohin est un tableau de Louis Léopold Boilly peint en 1787.

## Description
Le tableau est une huile sur toile, de 94 cm sur 135 cm. Il représente une scène d'intérieur où figure un portrait de groupe, une famille bourgeoise, celle de l'armateur et négociant en couleurs rouennais Julien Gohin, accoudé à un bureau en acajou. Son épouse Catherine Boileau, la petite nièce de l'homme de lettres Nicolas Boileau, est à ses côtés. On voit aussi leurs deux enfants ; Louis Julien Gohin debout à gauche avec sa première femme ,Louise Catherine Blanchard, et à l'arrière-plan, Marie Benjamine Gohin et son époux Jean Baptiste Bouquillard,leur fille Marie Henriette Bouquillard se tient contre sa grand mère au premier plan https://marmottan.hypotheses.org/168, 
Henri Jean Baptiste Bouquillard est le commanditaire de ce tableau.
Ce tableau est conservé au musée des Arts décoratifs de Paris, où il est entré en 1909, à la suite d'un don de la famille d'Émile Perrin, cofondateur des éditions Perrin.